# Giovanni Scher
Giovanni Scher, född 21 oktober 1915 i Koper, död 1992, var en italiensk roddare.
Scher blev olympisk silvermedaljör i fyra med styrman vid sommarspelen 1932 i Los Angeles.